# Bajer-tó
A Bajer-tó (horvátul: Bajer jezero) egy 1947 és 1952 között épített mesterséges tó Horvátországban, Gorski kotar területén, Tengermellék-Hegyvidék megyében, Fužine település mellett. A tavat a horvát „bajer” szóról nevezték el, amely Horvátország egyes részein mesterséges tavat jelent.

## Leírása
A tavat a Ličanka-patak elrekesztéséval a HPP Vinodol vizierőmű ellátásához hozták létre, de felépítésével igazi vonzerővé vált a turisták és a kirándulók számára. A tengertől csak mintegy 30 kilométerre található tó vonzó célponttá vált, ahol csónakkölcsönzésre és horgászatra is van lehetőség, valamint sétálni lehet a parti sétányokon. A turisták ellátogathatnak a közeli Vrelo-barlangba, amelyet 1950-ben éppen a tó építéséhez szükséges kő kitermelése során fedeztek fel. A barlangot 1998-ban újították fel és világították meg, és még a fogyatékkal élők számára is hozzáférhető, mert nincsenek lépcsők. A közelben éttermek és kiadó szobák találhatók, így a téli turizmus számára is vonzó.
Ma a a tavon zajló legfontosabb tevékenység a sporthorgászat, amelyhez az ŠRD „Bajer” sporthorgászklub tagjai a Lič közelében található Potkoš-tavon természetes pisztrángkeltetőt alakítottak ki. Erre azért volt szükség, mert a pisztrángok túlélését a csuka veszélyeztette. A Bajer közelében egy másik, kisebb tó is van, a Lepenicei-tó, amelyet 1985-ben építettek Ličankának a Bajertől feljebb eső szakaszán, és amely a horgászok számára is vonzó hely lett.

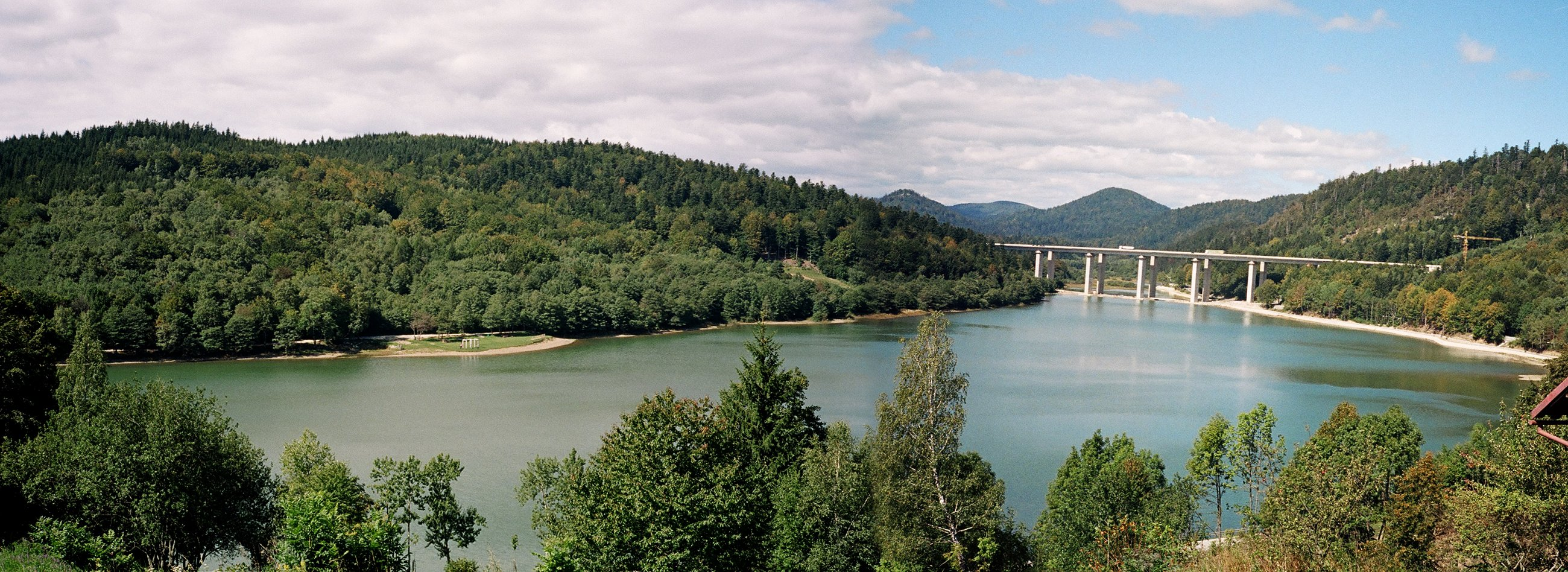
A tó látképe Fužine felől

## Növény- és állatvilág
A tóban élő főbb halfajok a márványos pisztráng, a fejes domolykó, a compó, az amur, a ponty és a kárász.

## Fordítás
Ez a szócikk részben vagy egészben  a   Bajer című horvát Wikipédia-szócikk ezen változatának fordításán alapul.  Az eredeti cikk szerkesztőit annak laptörténete sorolja fel. Ez a jelzés csupán a megfogalmazás eredetét és a szerzői jogokat jelzi, nem szolgál a cikkben szereplő információk forrásmegjelöléseként.